# Mankato (Minnesota)
Mankato település az Amerikai Egyesült Államok Minnesota államában, Blue Earth megyében, melynek megyeszékhelye is. Lakosainak száma 44 488 fő (2020. április 1.).

## Népesség
A település népességének változása:

| 2010 | 39 305 |
| 2020 | 44 488 |